# Santa Casa della Misericordia
La Santa casa della Misericordia (in cinese: 仁慈堂大樓) è un edificio storico situato a San Lorenzo, a Macao, vicino alla Casa del Senato. Dal 2005 l'edificio fa parte del centro storico di Macao, inserito nella lista dei patrimoni dell'umanità dell'UNESCO.
Stabilita nel 1569 come sede macaense della confraternita portoghese della Santa Casa della Misericordia e voluta dal vescovo di Macao, la struttura ha servito inizialmente come clinica medica e sede di altri servizi sociali, per poi diventare in seguito un orfanotrofio e rifugio per le vedove dei marinai dispersi in mare.